# Family Guy
Family Guy (på svenska tidigare kallad Familjepappan) är en amerikansk tecknad tv-serie som skildrar livet för den märkligt udda, dysfunktionella familjen Griffin och de vardagstrivialiteter de råkar ut för. Den egoistiskt barnsliga pappan Peter är den centrala figuren i serien även om vissa avsnitt fokuserar på andra karaktärer. Seriens skapare är Seth MacFarlane som också gör många av figurernas röster.

## Om serien

### Ursprung
Family Guys ursprung kan dateras tillbaka till 1995 då Seth MacFarlane under studietiden på Rhode Island School of Design (RISD) studerade animation. Under collegetiden skapade han som avhandlings-film en animerad kortfilm med titeln "The Life of Larry". Filmen vidarebefordrades sedan av hans professor vid RISD till Hanna-Barbera vilket ledde till att MacFarlane anställdes av företaget. År 1996 skapade sedan den 22-årige animatören en uppföljare till filmen om Larry, benämnd "Larry and Steve", som presenterade medelålderskaraktären Larry tillsammans med en intellektuell hund, Steve. Den nya kortfilmen sändes 1997 som en del av Cartoon Networks World Premiere Toons.
Chefer på TV-bolaget Fox såg filmen om Larry och Steve och kontrakterade MacFarlane att skapa en serie med titeln Family Guy, baserad på karaktärerna. Fox föreslog MacFarlane att göra en 15-minuters kortfilm och gav honom en budget på 50 000 dollar. Flera aspekter av den nya produkten Family Guy var inspirerade av kortfilmerna om "Larry". Under arbetet med serien utvecklades karaktärerna Larry och hans hund Steve sakta till Peter och Brian. MacFarlane uppgav att skillnaden mellan Life of Larry och Family Guy var att "Life of Larry främst visades i mitt studentrum medan Family Guy visades efter Super Bowl". Efter att ett pilotavsnitt visats fick serien klartecken. MacFarlane hämtade inspiration från flera sitcoms som The Simpsons och Alla i familjen och paralleller drogs till flera av de tecknade filmer han själv sett som barn; som The Fonz and Happy Days Gang och Rubik, the Amazing Cube.
Familjen Griffin visades först på demos som lades fram för Fox i maj 1998. Fox beställde sedan 13 avsnitt av Family Guy efter att MacFarlane imponerat på TV-bolagets chefer med sin sjuminutersvisning. Family Guy planerades att sändas som kortfilmer för komedishowen Mad TV, men detta ändrades då Mad TV:s budget inte var tillräckligt stor nog att bära upp en animationsproduktion. Family Guy hade ursprungligen föreslagits till Fox redan samma år som den likaledes tecknade King of the Hill började sändas, men showen köptes inte förrän flera år senare, när King of the Hill blivit framgångsrik.Säsong 2 av serien kom att delvis produceras av den koreanska studion Rough Draft Korea.
Seriens lades ner av FOX 2002, men gick åter i produktion 2005. Detta gör Family Guy till en av de få serier som lagts ner, men sedan återupptagits av samma tv-kanal efter påtryckningar från seriens supportrar. Det har även gjorts en tv-film om familjen Griffin – Stewie Griffin: The Untold Story! – som släpptes 2005.
IGN rankade serien på sjunde plats i en topp 100-lista för bästa animerade TV-serier.

### Handling
TV-serien som hade amerikansk premiär 1999, handlar om Peter Griffin och Lois Griffin som lever tillsammans med sina barn Meg, Chris och Stewie och deras talande hund Brian i en fiktiv stad med namnet Quahog, en förort till Providence i Rhode Island. Deras grannar är bland andra den sexgalne Glenn Quagmire, den rullstolsburne polisen Joe Swanson och den sävlige Cleveland Brown. Han flyttade under säsong 7 ut men kom tillbaka i säsong 12. Han hade även egen spinoff: The Cleveland Show.
Avsnitten karakteriseras av samhällsskildrande/kritiserande humor med en relativt brutal prägel. Ironin och sarkasmen har en tydlig närvaro. Handlingen avbryts då och då av små korta klipp med tillbakablickar, önsketänkande eller jämförelser från någon av rollfigurerna. Såväl familjens hund som spädbarn kan prata även om det endast verkar vara hunden Brian som konsekvent förstår spädbarnet Stewie. Även saker utan mänsklig medvetandenivå får just detta i serien och kan ofta både tala och förstå; t.ex. CD-skivor, tjurar, hajar och jordgubbar. 
Den centrala figuren i serien är pappa Peter och hans barnsliga, egoistiskt lagda livsstil. Allt som oftast äger handlingen rum inom familjen Griffins fyra väggar och de vardagstrivialiteter som där sker. Ibland tas tittaren med då Peter fördriver tiden på baren The Drunken Clam eller är ute på äventyr med kompisarna Joe, Cleveland och Quagmire. 
Vissa avsnitt kan dock till stora delar handla om någon av de andra medlemmarna i familjen. Till exempel får man följa Stewie och Brian på diverse mer eller mindre osannolika äventyr (resor till annan tid eller dimension, eller på jakt efter Stewies älsklingsnalle som skickats tillbaka till fabriken). Andra episoder handlar om hur Chris blir en berömd konstnär, när Meg blir stylad och inleder en artistkarriär eller hur Lois klarar sig ur ett plötsligt kleptoman-beteende.

### Plagiatanklagelser
Family Guy har ofta jämförts med Simpsons, då flera centrala element finns med i båda serierna. Bland annat är familjeuppsättningen med mamma, pappa, tre barn och en hund identisk. Vissa scener som gjorts i The Simpsons har senare återkommit i Family Guy. Det finns också slående likheter mellan familjefäderna, Homer Simpson och Peter Griffin, i de båda serierna: båda är överviktiga, har låg intelligens, har fruar som anses snygga och båda gillar att dricka öl, såväl ensamma som med kompisarna på den lokala puben. MacFarlane har också erkänt att han tagit intryck av Groenings skapelse som enligt den förre "[…] förnyade hela genren med tecknade serier […]".

### Moralisk kritik
Family Guys exekutive producent David Goodman har reagerat på omfattande moralisk kritik från föräldragrupper med att Family Guy "absolut är till för tonåringar och vuxna", och han tillåter inte själv att hans två barn tittar på serien.

## Rollfigurerna

### Familjen

#### Peter Griffin

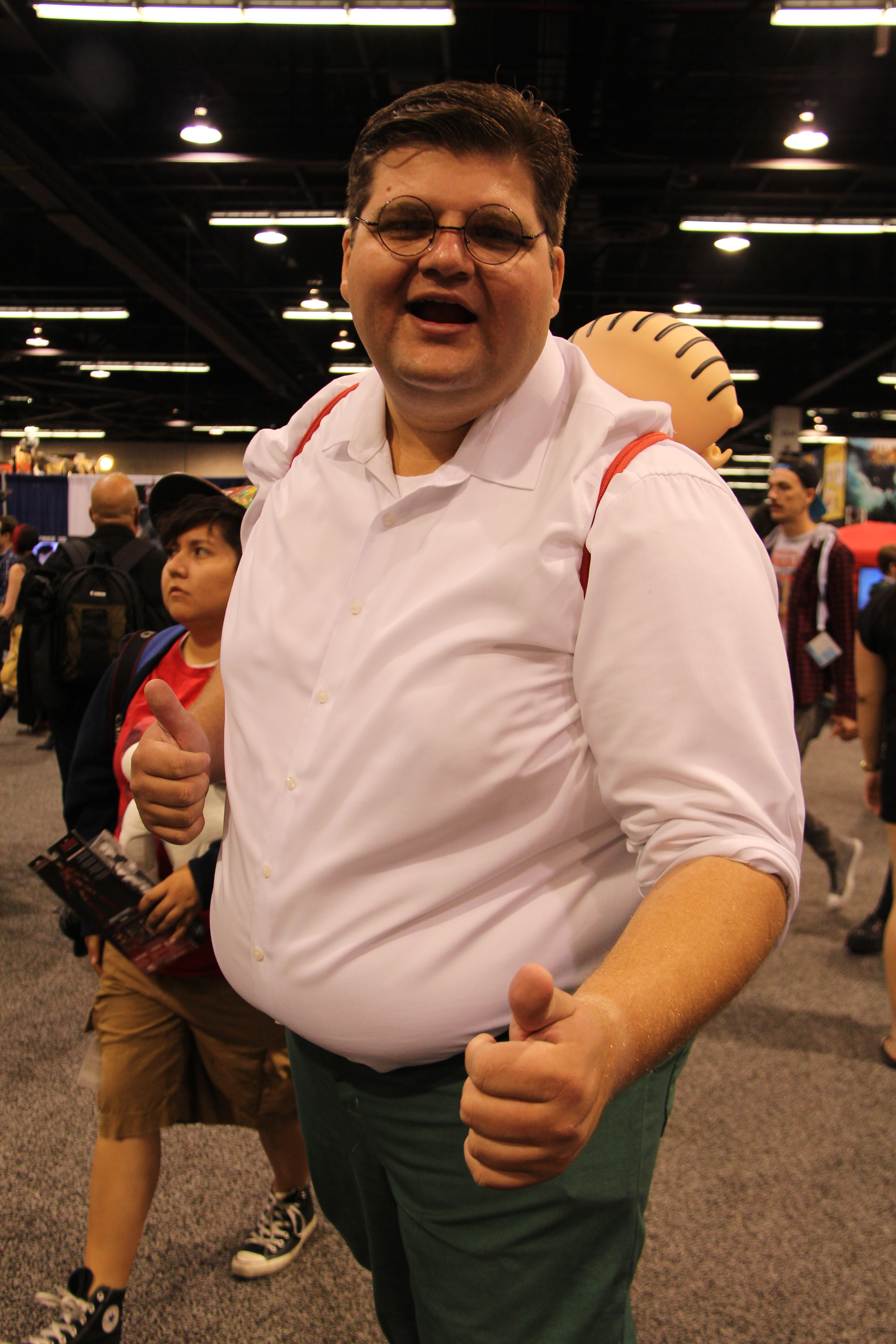
En person utklädd till Peter Griffin.

Peter Griffin (röst av Seth MacFarlane) är en rollfigur i Family Guy. Han är 43 år och har med sin fru Lois två söner, Stewie och Chris, och en äldre dotter, Meg (dock lite oklart om Peter är den riktige fadern), som han ständigt försummar/förnedrar - bland annat genom att fisa i hennes ansikte när han kommer åt. Han är också (genom ofrivillig mass-spermadonation) far till Berthram, Stewies elaka halvbror. 
Peter har varit anställd på en leksaksfabrik, men fick sparken och jobbar nu på ett bryggeri. På sin fritid kollar han på tv, umgås med sin familj eller dricker öl med sina vänner. Peter har brunt hår, glasögon, går oftast klädd i vit skjorta och gröna byxor och är väldigt fet. I avsnittet Padre de Familia avslöjas att Peter är född i Mexiko. Hela livet har Peter trott att Francis Griffin är hans pappa, men fick en gång reda på att hans biologiska pappa är den irländske alkoholisten Mickey McFinnigan.

#### Lois Griffin
Lois Griffin (röst av Alex Borstein) är en rollfigur i Family Guy. Hon är gift med Peter Griffin och tillsammans har de tre barn: Meg, Chris och Stewie. 
Lois är den stabila hemmafrun som står för i princip allt hushållsarbete i hemmet. När hon tillfälligt blev fängslad på grund av att hon snattat från affärer kollapsade Griffins hem mer eller mindre eftersom alla andra i familjen var ovilliga eller oförmögna att ta ta över de uppgifter som Lois normalt gör. Ibland visar dock Lois upp sina svagare sidor (ofta under påverkan av Peter) och provar marijuana, super sig redlös och blir kleptoman. Hon har inget jobb men ger då och då privatlektioner i piano. Hon har också under kortare tid varit Quahogs borgmästare och blev också under kortare tid prostituerad för att betala de avgifter som Chris privatskola krävde.
Lois älskar sina barn och sin man över allt annat även om hon ofta utsätts för prövningar av sin mans barnsliga upptåg. Hon hade under tidigare säsonger ingen aning om att hennes yngste son Stewie helst ville se henne död (under senare säsonger har Stewie dock givit upp denna strävan). Hon retar också ibland sin dotter Meg för hennes oförmåga att attrahera män.
Såväl familjens talande hund Brian Griffin som grannen Glenn Quagmire känner en stark attraktion till henne och de har båda ofta försökt förföra henne, men hon har avvisat deras närmanden. Märkligt nog lät hon sig däremot vid ett tillfälle bli förförd av förre presidenten Bill Clinton.
Lois har rött hår, en stor trekantig näsa och går oftast klädd i en turkos skjorta, ett par beigea byxor och ett par rödlila skor. Hon har judisk härkomst på moderns sida.

#### Meg Griffin

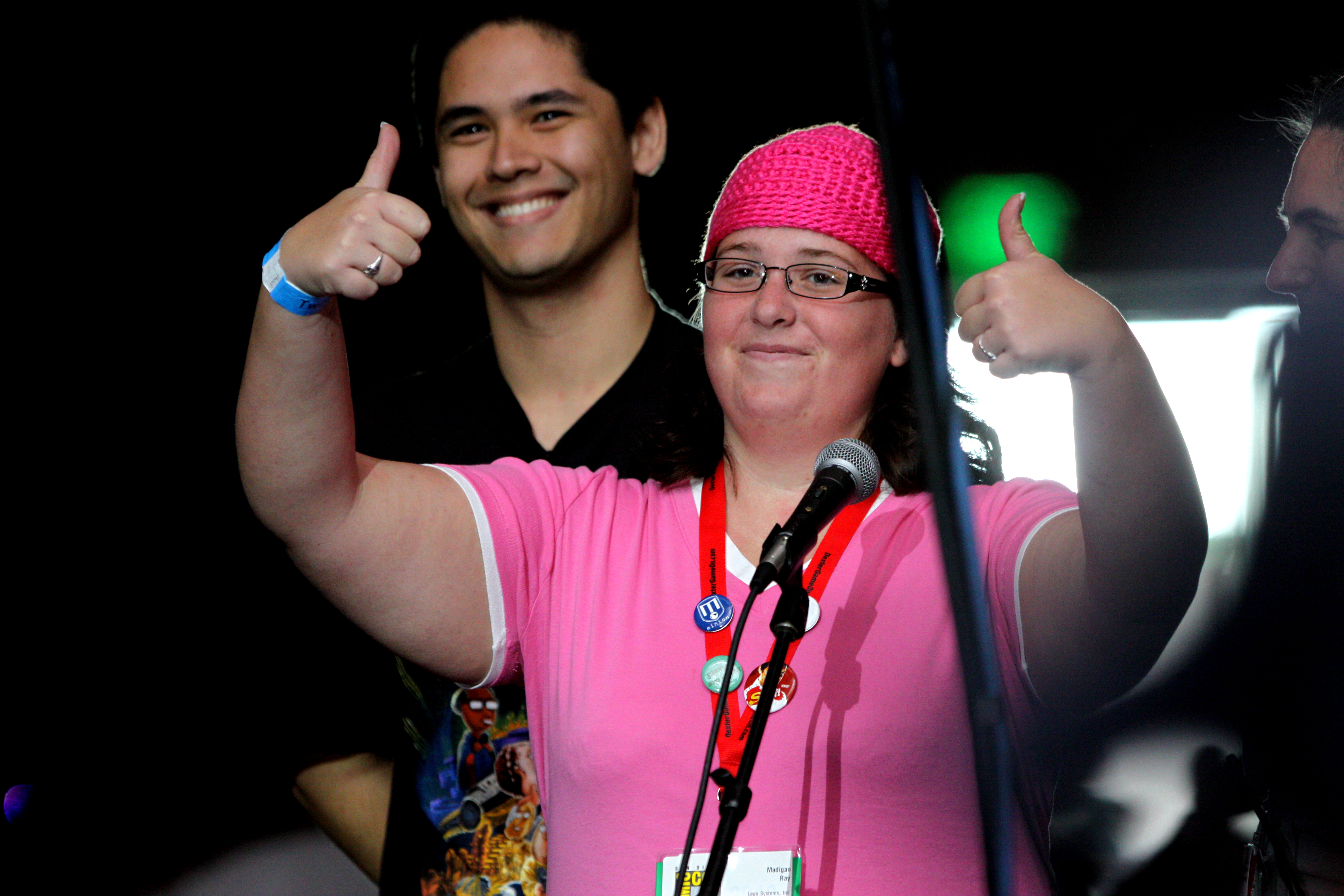
En person utklädd till Meg Griffin

Meg Griffin (Megatron Griffin) (röst av Mila Kunis, tidigare Lacey Chabert), är äldst (18 år) av syskonen i familjen Griffin. Hon blir ofta försummad och i vissa säsonger direkt förnedrad av resten av familjen, framför allt av pappa Peter. Meg har stora, tjocka glasögon, brunt hår, rosa tröja och blåa byxor. Hon bär också en missprydande mössa som matchar tröjan.
Stan Thompson är kanske Megs riktiga pappa efter ett uttalande i en scen i avsnittet "Screwed the Pooch", dock har detta inte fått någon bekräftelse av Seth MacFarlane eller någon annan.
Meg är ständigt utanför, såväl hemma som i skolan. Familjen smygläser hennes dagbok och skrattar högt åt hennes betraktelser samtidigt som hon öppet mobbas i skolan och retas för sin fulhet. I några avsnitt försöker den kärlekstörstande Meg få hunden Brians kärlek. Meg har blivit stämd för sexuella trakasserier av inbrottstjuvar som under ett inbrott i Griffins hus tar Meg som gisslan. Hon försöker uppmuntra dem till att utnyttja henne sexuellt, ett förslag de bara förfäras av, men som hon insisterar på, övertygad om att hon är attraktiv och uppenbarligen tänd på idén att bli sexuellt utnyttjad av inbrottstjuvar.
Meg är det oväntade barnet i familjen, hon skulle egentligen inte ha fötts, men när Peter och Lois skulle göra abort så hade han som jobbade där bara en arm så de struntade i det. Två månader senare föddes Meg.

#### Chris Griffin
Chris Griffin (röst av Seth Green, tidigare Seth MacFarlane), är mellansyskonet (15 år) i familjen Griffin. Han är den som är mest lik pappa Peter inte minst avseende att båda är överviktiga och klent begåvade. Han tycker om att teckna men gör det oftast i smyg.
Chris hävdar i åratal att det bor en ond apa i hans garderob, vilket ingen i familjen tror på. Under säsong 9 (i avsnittet Hanna Banana) bevisar han dock till allas förvåning att apan verkligen finns då han lyckas ta den till fånga.
Chris, oftast klädd i blå tröja, svarta byxor, en orangesvart keps och ett par rödvita gympaskor, är ständigt utsatt för grannen "Herbert the Pervert"s lystna blickar. Han verkar dock inte förstå vad den gamle mannen är ute efter. Inte förrän Herbert får sitta barnvakt åt barnen Griffin och Chris frågar honom rakt ut: "Är du en pedofil?"
Chris verkar ha en incestuös sexuell dragning till sin mor Lois. När Lois exempelvis hemundervisade honom och storasyster Meg så skrev han en lapp med meddelandet "jag tycker fru Griffin är sexig". När hans mamma sedan blev fotomodell så sa han att han skulle onanera till de foton som togs av henne.
Chris har, precis som Meg, i vissa avsnitt få repliker men syns ändå ganska ofta i bild - vid matbordet eller i soffan framför TV:n.

#### Stewie Griffin

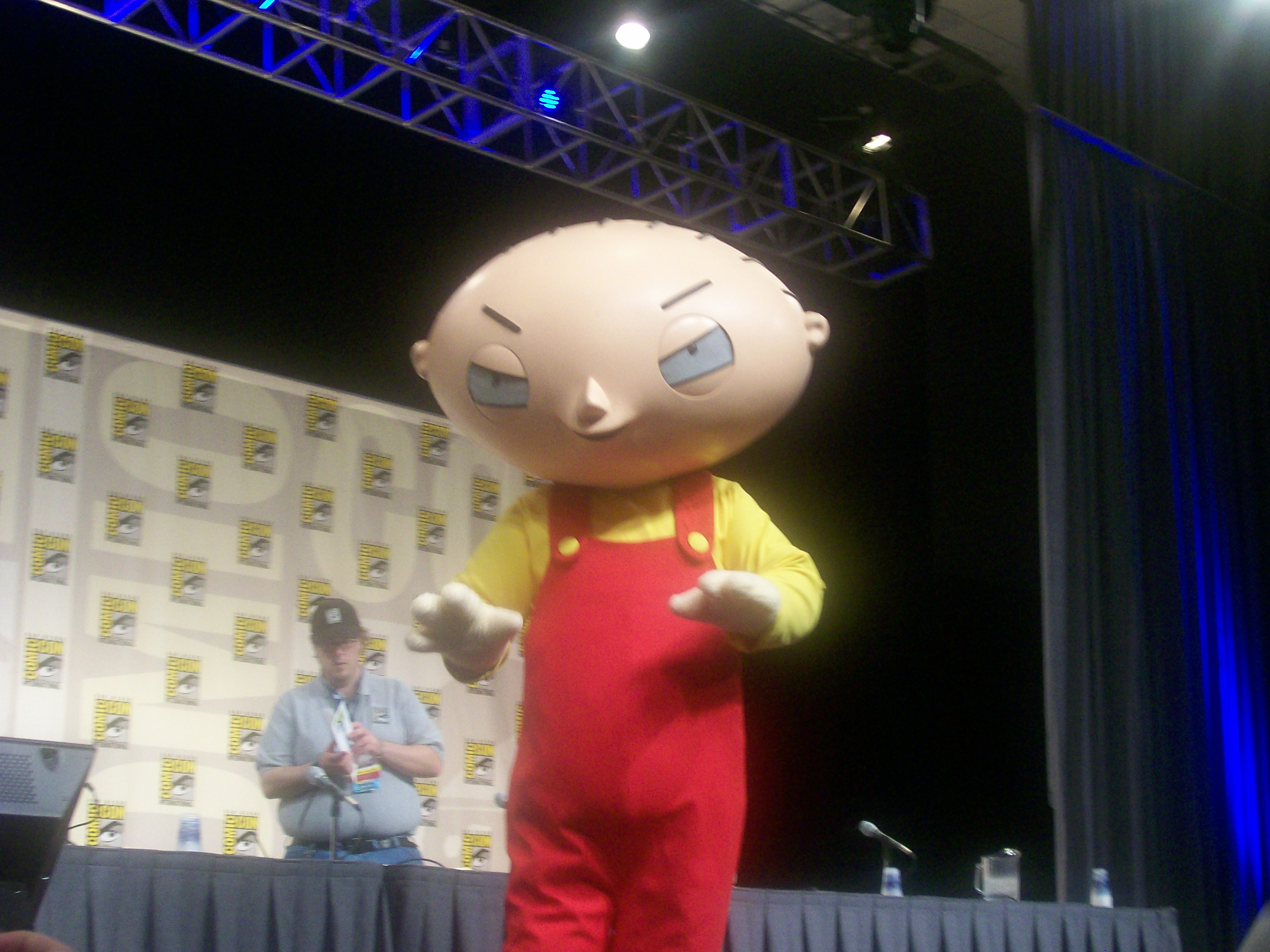
En person utklädd till Stewie Griffin

Stewie Griffin (Stewart Gilligan Griffin) (röst av Seth MacFarlane) är familjen Griffins spädbarn. 
Stewie var åtminstone i de två första säsongerna hämndlystet aggressiv, ansåg sig vara överlägsen alla andra och ville ta över världen. Samtidigt hyste han agg mot sin mor Lois och ville döda henne. Detta väckte i USA stark kritik (framförallt från föräldrar) såsom högst opassande för en tecknad serie. Det mordiska beteendet klingade från säsong 2 alltmer av. Under säsong 6, i avsnitten Stewie kills Lois och Lois kills Stewie blev dock detta åter tillfälligt högaktuellt. Då det visade sig att större delen av handlingen i dessa avsnitt bara var en simulation som Stewie (och TV-tittarna) tittade på och då denna simulering visade att om han försökte mörda sin mamma och ta över världen skulle det sluta i att han själv blev dödad, så har han därefter inte visat några tecken på att vilja döda sin mamma. Han förhindrar faktiskt tvärtom i säsong 9 Diane Simmons från att mörda Lois genom att skjuta ihjäl Simmons just innan Simmons skulle skjuta Lois.
Stewie har, märkligt nog (som den ende i familjen), brittisk accent och ett i övrigt grovt språk med en aning förnäma svordomar såsom "blast" och "what the deuce". Stewies sexualitet är omtvistad då han i flera avsnitt gör närmanden och uttalanden som hör hemma i den homosexuella kulturen, bland annat har han frågat sig Hur skulle det vara om jag var homosexuell?. Dock har han också förälskat sig i ett flertal kvinnliga karaktärer, så som Olivia, Janet, grannen Susie Swanson och barnvakten LaDawn. Han är troligen bisexuell och har även visat intresse för såväl sadomasochism (han njuter av att Lois slår honom samt att själv slå Rupert) men har visat intresse för koprofili då han i ett avsnitt vaknat upp bredvid en jämnårig flickbebis och leende upptäckt att blöjan luktar.
Stewie har varit med om häpnadsväckande mycket för att bara vara en liten bebis. Han har bland annat varit sjöman, sång- och dansare, gjort reklam för både blöjor, Butterfinger och Ipod och varit soldat i Irak. Han är också berest då han sett åtskilliga platser runt om i världen.
Också Stewies intelligens är ytterst anmärkningsvärd med tanke på hans ringa ålder, och om han vore en riktig person skulle han anses vara ett geni. Han har byggt tidsmaskiner, en teleporteringsapparat och andra märkligt fantastiska fordon.
Den enda i familjen som konsekvent förstår Stewie när han pratar är hunden Brian. De andra tycks vissa gånger förstå honom när han pratar och andra gånger så förstår de honom inte, något som det inte givits någon förklaring till. I de tidigare säsongerna är Stewie väldigt fientligt inställd mot Brian och blir glad när det talas om att han kan dö eller lämna familjen. Och när Stewie besöker Brians grav i framtiden i Stewie Griffin: The Untold Story så skriver han "douchebag" (fåntratt) på graven. I senare säsonger har han dock helt ändrat inställning och betraktar Brian som sin närmaste vän. De båda är ibland ute på allehanda äventyr tillsammans - till exempel i avsnitten Road to Rhode Island, Road to Rupert och Road to the Multiverse.   
Stewies älskade nallebjörn heter Rupert - som han i ett avsnitt (The Man With Two Brians) till och med dödar för. Trots att Stewie i övrigt är hyperintelligent verkar han oftast inte förstå att Rupert är livlös.

#### Brian Griffin

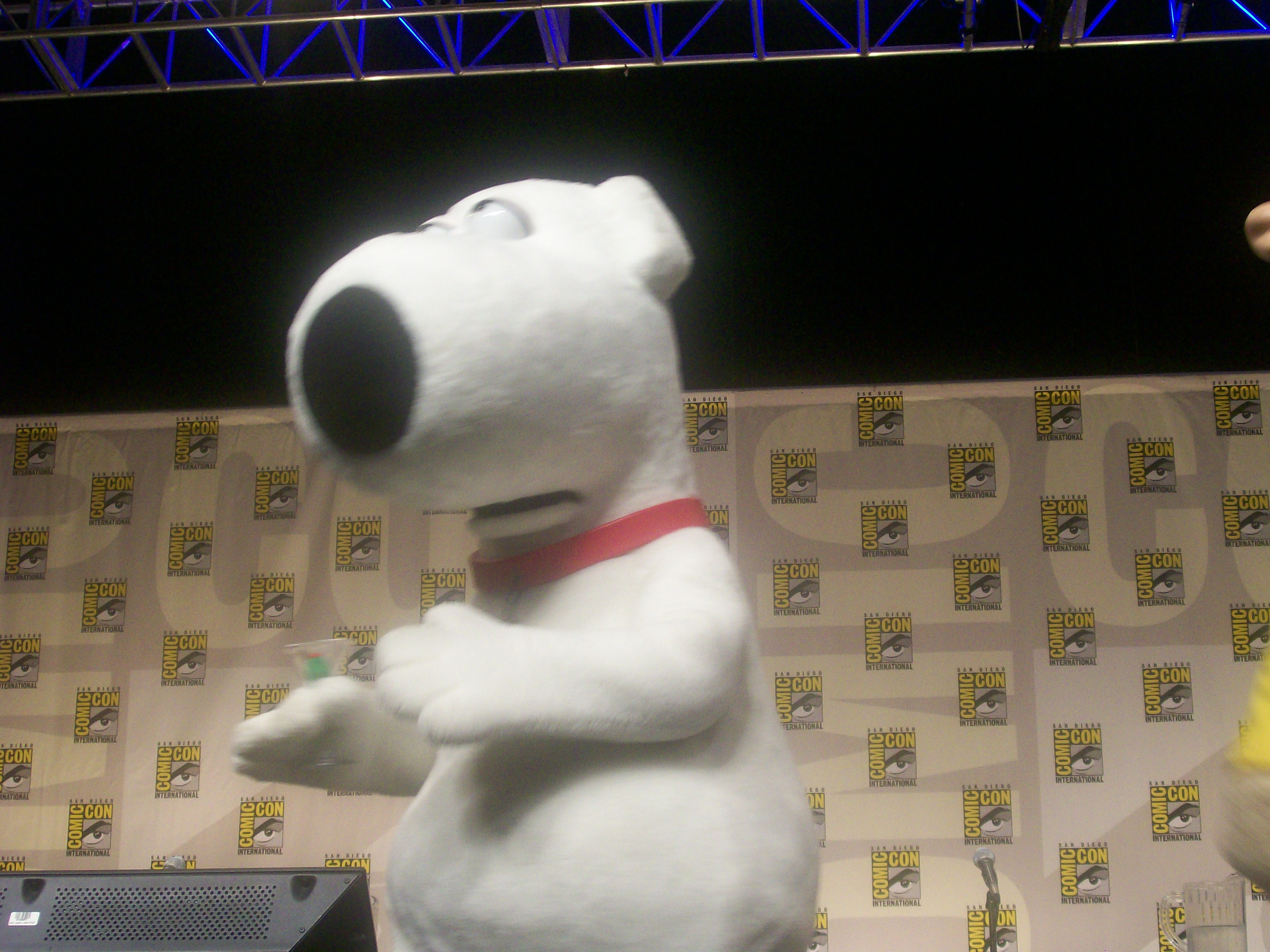
En person utklädd till Brian Griffin

Brian Griffin (röst av Seth MacFarlane) är familjen Griffins talande vita labrador retriever från Austin, Texas. Brian är 8 år och den enda i familjen som riktigt verkar förstå Stewie Griffin. Brian har en personlighet och medvetandenivå som nästan helt har mänsklig karaktär, men då och då uppvisar han hundliknande personlighetsdrag då han exempelvis känner ett psykologiskt tvångsbehov av att jaga och fånga pinnar som slängs efter honom och är sjukligt rädd för dammsugare.
Brian är alkoholist och ses relativt ofta dricka sprit. Vid ett tillfälle då han blev tvungen att avstå från alkohol fick han så stora abstinensbesvär att han började hallucinera om hur han besöktes av talande spritflaskor som uppmanade honom att dricka dem. Han är också rökare och har vid flera tillfällen använt marijuana och argumenterat för att marijuana bör legaliseras.
Politiskt är han liberal (även om han vid ett tillfälle erkänt att han röstat på John McCain och har utöver legalisering av marijuana även sagt sig vara för homosexuella äktenskap och mot censur inom media. Religiöst är han ateist. Han har även ärvt vissa rasistiska drag från sin pappa då han skäller på svarta människor, han har också vägrat att ta upp Cleveland när han ett tag jobbade som taxichaufför. Han har dock frivilligt dejtat en svart kvinna.
Trots att han är hund så har han förhållanden med mänskliga kvinnor, dock inga som hållit i längden, det mest kända med den hopplöst naiva blondinen Jillian (röst av Drew Barrymore). Brian har hela tiden varit förälskad i Lois, och har ibland visat det. 
Brian älskar kultur, sång och dans. Han skrev under flera år på en roman, Faster than the speed of love, utan att komma särskilt långt och blev ofta retad av Stewie för att det tagit så lång tid. Han fick till slut romanen publicerad av Carter Pewterschmidt i utbyte mot att han förrådde sin personliga övertygelse och argumenterade för ett förbud mot marijuana. Romanen sålde dock aldrig några exemplar eftersom alla kritiker sågade den. Brian uppträder i några avsnitt tillsammans med Frank Sinatra, Jr. (då även Stewie ofta är med på ett hörn).
Brian är omtyckt av nästan alla andra, förutom i vissa säsonger Stewie Griffin och i andra säsonger Glenn Quagmire. Stewie föraktade Brian i de tidigare säsongerna men ändrade sig sedan och har i de senaste säsongerna kommit att betrakta Brian som sin bäste vän, medan Quagmire som hade ett vänskapligt förhållande med Brian fram till och med säsong 7 ändrade sig i säsong 8 och kom från och med då att hata Brian.
Till skillnad från de många andra karaktärer vars röst görs av MacFarlane, så använder MacFarlane sin normala samtalsröst för Brian, istället för de förvrängda röster som han gör för exempelvis karaktärerna Peter Griffin, Stewie Griffin, Tom Tucker, Carter Pewterschmidt och Glenn Quagmire. Brian avlider i säsong 13 efter en bilolycka, men två avsnitt senare reser Stewie tillbaka i tiden och räddar honom från olyckan så att Brians död inte inträffar.

### Släkt

#### Francis Griffin
Francis Griffin (röst av Charles Durning) är ursprungligen känd som Peters far i serien. Francis dör dock i avsnittet Peter's Two Dads (efter att Peter landat på honom i ett försök att cykla enhjuling nerför en trappa) och strax efter berättar hans mor att det är det irländska fyllot Mickey McFinnigan som Peters biologiske far.
Francis var en bokstavstroende katolik, arbetsnarkoman och missnöjd över Peters giftermål med Lois som han öppet kallade "protestantisk hora". Han klagade ofta på sonen och dennes familj och lät till exempel inte Chris gå på toaletten i tron att han onanerade, något som Francis ansåg var en synd. 
Peter och Stewie är de enda i familjen Griffin som trots allt stod ut med Francis. Brian och Lois gör i bakgrunden "high-five" och dansar runt efter dödsbudet. Trots att Francis uppfostrat Peter, visade han lite omtanke. Peter försökte skapa en god relation mellan dem men lyckades aldrig.

#### Thelma Griffin
Thelma Griffin (röst av Phyllis Diller, tidigare Florence Stanley) är mor till Peter. Hon är 82 år gammal. Efter en kort romans med irländaren Mickey McFinnigan födde hon sin ende son Peter Griffin. Thelma har också på äldre dar haft en tillfällig förbindelse med nyhetsankaret Tom Tucker (avsnittet Mother Tucker). Thelma var gift med Francis men är skild från honom sedan flera år.

#### Mickey McFinnigan
Mickey McFinnigan (röst av Seth MacFarlane) är en rollfigur i Family Guy och Peters biologiske far. Mickey har än så länge endast visat sig en gång i serien, i avsnittet "Peter's two dads", där Peter får veta att Francis Griffin inte är hans riktiga far. Peter får reda på att Mickey bor i McSviggan Village i  Irland och reser dit för att finna honom. Han har dock omnämnts betydligt fler gånger.
Mickey har en hel del likheter med sin son Peter. Han ser i stort sett ser exakt likadan ut (med några små skillnader som skäggväxt, frisyr samt hårfärg) bär han liknande kläder och har ett talande får som heter O'Brian som påminner mycket starkt om Brian Griffin vad gäller såväl utseende, personlighet och de uttryck som han använder.
Mickey är minst lika alkoholberoende som Peter och har titeln "byns fyllo", något som i McSviggan village anses vara en hedersutmärkelse. Mickey tror dock inte att Peter är hans son, inte förrän denne besegrar honom i en alkoholförtärings-tävling: "Bara en äkta McFinnigan skulle kunna tåla de mängderna sprit...".

#### Carter Pewterschmidt
Carter Pewterschmidt (röst av Seth MacFarlane) är Lois kapitalistiska far som avskyr Peter, mestadels för att han inte är överklass och för att han är fet, och drar sig inte för att öppet uttrycka sitt missnöje med svärsonen.
Carter är miljardär och ägare av U.S. Steel, Pewterschmidt Industries och hälften av CNN (det sistnämnda fick hans fru i underhåll efter skilsmässa från Ted Turner). Carter är make till Barbara, far till Lois, Carol och Patrick.

#### Barbara Pewterschmidt
Barbara Pewterschmidt är mamma till Lois och gift med miljardären Carter Pewterschmidt. Det kom senare att avslöjas att hon är en judisk förintelseöverlevare. I avsnittet Bill and Peter's Bogus Journey får Peter av Lois frågan vem han helst (förutom Lois) vill ha sex med. Svaret blir då "Babs...." - alltså Barbara.

#### Carol West
Carol West (flicknamn Pewterschmidt) är syster till Lois Griffin och Patrick Pewterschmidt. Hon har varit gift 9 gånger och haft 1 barn under dessa äktenskap. Hon har nu gift sig med Quahogs excentriske borgmästare Adam West. Adam West är borgmästaren över Quahog.

#### Patrick Pewterschmidt
Patrick Pewterschmidt (röst av Robert Downey Jr.) är bror till Lois, något hon inte vet om förrän i avsnitt The Fat Guy Strangler. Orsaken är att han har levt nästan hela sitt liv på ett mentalsjukhus. Då Lois tar hem sin bror visar han snart varför. I sin barndom såg han sin mor utföra oralsex på den tjocke skådespelaren Jackie Gleason, något som fick honom att dra slutsatsen att alla tjocka är onda. På basis av den traumatiska upplevelsen så har han ett sjukligt hat mot överviktiga och dödar flera i raskt takt, även Peter ligger illa till. Vad man vet är Patrick nu återförd till sjukhuset.

### Peter Griffins Vänner

#### Joseph "Joe" Swanson
Joseph "Joe" Swanson (röst av Patrick Warburton) är en rullstolsburen polis, granne till Griffins och en av Peters bästa vänner. Joe är tävlingsinriktad och vrålar ett "Oh Yeeaaa, LETS DO IT!" när han blir exalterad - vilket kan ske av de mest banala saker. Han har försökt kompensera det handikapp som hans förlamade ben innebär genom att bli extremt stark på överkroppen. Han är gift med Bonnie och har en liten dotter, Susie (som Stewie genast förälskar sig i). Joe har också en son, Kevin, som under flera säsonger av serien förmodades död i Irak-kriget. Under säsong 10 kom dock sonen tillbaka efter att i en iscensättning av sin egen död ha deserterat från armén och hållit sig gömd under ett antal år.

#### Glenn Quagmire
Glenn Quagmire (röst av Seth MacFarlane) bor granne med familjen Griffin, är pilot till yrket, vän till Peter och är extremt sexfixerad.
Trots att Peter är hans kanske närmaste vän har Peter beskrivit honom som "en hjärtlös sexgalning" och "våldtäktsman". Han har haft sex med tusentals kvinnor, inklusive fruarna till två av hans närmaste vänner, Cleveland Brown och Joe Swanson. Han är också starkt attraherad av sin återstående bäste väns fru, alltså Lois Griffin, har ett stort antal foton av henne i sin garderob, har försökt smygtitta på henne när hon går på en offentlig toalett och har utan framgång flera gånger försökt förföra henne. Som Peters beskrivning av honom antyder så drar han sig inte för att i vissa fall om nödvändigt våldta de kvinnor han vill ha sex med eller ignorera det faktum att det rör sig om minderåriga flickor. 
Orsaken till hans höga sexlust är osäker, i ett tidigt avsnitt berättade han för Chris att orsaken var att han växte upp med en ensamstående mamma och tidigt började älskade amning (i samma avsnitt får man även veta att han är immun mot pepparspray). I ett senare avsnitt får man dock veta att han har försökt fylla ett emotionellt sår efter att hans stora kärlek på high-school lämnade honom.
Utöver kvinnor har han haft sex med åtminstone en filippinsk transsexuell prostituerad (av misstag) samt haft affischer i hemmet på Taylor Hanson utan att vara medveten om att det rört sig om en man. I ett avsnitt har även Joe haft sex med honom utklädd med en peruk och därmed utan Quagmires medvetenhet.
Glenn Quagmire har en syster som heter Brenda Quagmire. Hennes tidigare pojkvän Jeff misshandlade henne mycket ofta, men hon fann sig i misshandeln. Glenn stod dock inte ut med att se hur hans syster ständigt blev slagen av Jeff och såg därför till att tillsammans med sina bästa vänner Peter och Joe döda Jeff.  
Glenn Quagmire har även en broder som flyttade till Turkiet. Man vet inte mycket om brodern förutom att han heter William och lämnade familjen när Glenn endast var 5 år. 
Quagmire går oftast klädd i en röd hawaiiskjorta och använder uttrycket "Giggity-giggity goo" eller endast "giggity" när han säger eller får höra något sexrelaterat. Han har en dotter vid namn Anna-Lee som han adopterat bort och har därtill ett stort antal, minst fyra, andra barn som kommit till via hans många tillfälliga sexuella relationer men som han aldrig träffar.
I ett avsnitt berättade han att hans morfar var japansk kamikazesoldat under Andra världskriget. Något som dock senare visat sig vara en del av ett Hallowen-spratt för att sätta dit Peter & Joe.
Till skillnad från andra karaktärer, som vanligen refereras till via deras förnamn, så brukar Quagmire nästan alltid omnämnas som "Quagmire" när inte det fullständiga namnet "Glenn Quagmire" används, vilket sannolikt hänger samman med att ordet quagmire på engelska betyder träsk/våtmark eller dilemma; hans namn är således en ordlek.

#### Cleveland Brown
Cleveland Brown (röst av Mike Henry) är en före detta granne (flyttade ut under säsong 7) och en av Peters närmsta vänner. Har varit gift med Loretta Brown och har en son, Cleveland Jr, som har svårt att sitta still (troligen ADHD). Nu är Cleveland gift med Donna Brown. 
Cleveland har fått en egen spinoff, The Cleveland Show, med start hösten 2009.

### Övriga
- Onda apan är en förmodat ondskefull apa som bodde i Chris garderob. Brukade för det mesta nöja sig med att peka hotfullt på Chris. Ingen annan i familjen trodde på apans existens förrän säsong 9 då Chris faktiskt lyckades fånga apan. Det visar sig då att apan är snäll, han ställer upp för Chris och de blir bästisar. Apan flyttar sedan ut. I avsnittet Breaking out is hard to Do i säsong 4 får man se en asiatisk variant på apan i Asiantown.
- Tom Tucker (röst av Seth MacFarlane) jobbar som nyhetsankare på Channel 5 News. Han har en grandios syn på sig själv och vill att det mesta ska kretsa kring honom. Tom, som använder sig av en lösmustasch som hans TV-kanal äger. När han var yngre så jobbade han som en skådespelare i Hollywood. Tom Tucker har en son som heter Jake Tucker och han har också en missbildad son med ett upp-och-nedvänt huvud.
- Diane Simmons (röst av Lori Alan) var ett nyhetsankare med en mer professionell attityd till sitt jobb än kollegan Tom. I början hade de ett kärt, och antyds det sexuellt vid sidan om, förhållande, men det övergår tidigt i ett öppet fientligt förhållande. De båda munhöggs därefter ständigt, ofta i direktsändning. I första avsnittet av säsong 9 mördar Diane flera av seriens karaktärer men blir till sist själv skjuten till döds av Stewie. Hon har nämnt i direktsändning att hon ogillar svarta människor, dock utan att vara medveten om att kameran varit på.
- Ollie Williams (röst av Phil LaMarr) är en snabbpratande, högljudd meteorolog som jobbar på samma nyhetsstation som Tom och Diane. Han lämnar sällan rapporter längre än någon sekund. Efter att ha rökt marijuana i ett avsnitt talar han dock långsamt och behagligt.
- Joyce Kinney (röst av Christine Lakin) är Diane Simmons ersättare som nyhetsankare. Gick på samma skola som Lois Griffin i yngre ålder, där hon var mobbad av Lois och hennes gäng. Som barn hade hon efternamnet Chevapravatdumrong, refererande till en av seriens manusförfattare och producenter, Cherry Chevapravatdumrong.
- Jake Tucker är Tom Tuckers son. Har en okänd sjukdom som gör hans ansikte upp- och nervänt. Han är bortskämd och ohyfsad.
- Tricia Takanawa (röst av Alex Borstein) är en nyhetsreporter som alltid benämns som Asiatiska reportern Tricia Takanawa. Mer specifikt kommer hon från Japan, men när hon vid ett tillfälle hade sex med Glenn Quagmire trodde han besynnerligt nog att hon var spanjorska. Hon dör i avsnittet Da Boom i säsong 2 och blir uppäten av Tom Tucker och Diane Simmons som påpekar att de borde äta henne med pinnar. Trots det har hon alltså återvänt till serien.
- Mort Goldman (röst av John G. Brennan) är en apotekare med judisk härkomst och vän till familjen Griffin. Han var gift med Muriel och har vårdnad om sonen Neil. Mort agerar ofta neurotiskt och är girig samt allmänt orolig.
- Bruce (röst av Mike Henry) är en mustaschprydd homosexuell man, som med en mild, ljus röst ofta uttycker ett lite förfärat Oh no eller No way. Han har en pojkvän som heter Jeffrey - som dock nästan aldrig är i bild.
- Adam West (röst av Adam West) är Quahogs excentriske borgmästare och förmodligen den mest originella figuren i serien. Figuren Adam West har fått namn efter personen bakom rösten, skådespelaren Adam West, mest känd som den ursprunglige Batman i tv-serien från 60-talet. Adam West är extremt excentrisk och har bland annat haft en "skriktävling" med Quahog, har slösat 100 000 dollar och haft sex med Luke Perry för att ta reda på vem som "stjäl hans vatten" när det precis som det är tänkt rinner ut via avloppen, försökt hämnas på havet för att några Quahogbor antagits dö ute på havet genom att hugga en kniv i vattnet på stranden och han har också gift sig med sin högra hand. Adam West tycks dock ha skiljt sig från sin högra hand nu, eftersom han istället gift sig med Lois syster Carol Pewterschmidt.
- John Herbert, även kallad för Herbert The Pervert, (röst av Mike Henry) är familjen Griffins pedofila granne som är fixerad vid yngre pojkar i allmänhet och Chris Griffin i synnerhet och dagdrömmer sig bort i en framtid tillsammans med honom. Herbert är mycket gammal och tar sig fram med rullator. Han äger en hund, Jessie, som är förlamad i bakbenen och därför drar sig fram.
- Ernie jättekycklingen (röst av Danny Smith). En onormalt stor kyckling som ger Peter Griffin en redan förfallen kupong och därefter vid återkommande tillfällen slåss med Peter. Slagsmålen är ofta långa och brutala med svåra skador och stor förödelse som följd. I ett avsnitt försonas de över en middag, bara för att en stund senare råka i luven på varandra igen.
- Seamus (röst av Seth MacFarlane) är en hårdhudad fiskare med ben, armar och bål gjorda av trä. Han bär även ögonlapp.
- Jillian Russel (röst av Drew Barrymore) är under säsong 5 och 6 tillsammans med Brian. Hon lever upp till epitetet "dum blondin" och brukade ofta genera Brian genom oerhört korkade frågor. Vid ett tillfälle trodde hon att Hitler fortfarande lever och verkade. Hon har också sagt att hon tror att citroner dödas för att göra citronjuice, att månen och solen är samma person och att huvudstaden i den delstat de befinner sig i, Rhode Island, är den icke existerande staden "Rhode Island City" (i själva verket är det Providence). Hon har blont hår, ett turkosblått linne, ett par bruna byxor och ett par röda platåskor. Jillian återkommer också i ett avsnitt under säsong 7 då hon ska gifta sig.
- Dr. Hartman (röst av Seth MacFarlane) är en läkare på sjukhuset i Quahog som meddelar sina patienters diagnoser på ett tämligen okänsligt sätt. MacFarlane använder samma röst för både Dr. Hartman och Carter Pewterschmidt, vilket också uppmärksammas i ett avsnitt.
- Carl (röst av H. Jon Benjamin) är ägaren till bensinmacken och närbutiken "Quahog Mini-Mart". Han är intresserad av film och kvinnor - men mest kvinnor i filmer. Carl är kompis med Brian, men också med Chris som han gärna diskuterar filmer i detalj tillsammans med.
- Horace (röst av John G. Brennan) tidigare innehavare av och bartender på den lokala puben "The Drunken Clam" där Peter och hans vänner är stamgäster. Horace avled under säsong 11 efter att ha fått en baseball-boll i huvudet.
- James Woods (röst av James Woods) har en skola uppkallad efter sig i Quahog. Han introduceras i serien först när Peter bjuder in honom för att försöka hindra att skolan byter namn. Peter och Woods blir bästa vänner vilket senare förbyts i det rakt motsatta. I ett senare avsnitt stjäl Woods Peters identitet och tar hans plats i familjen Griffin. I ett senare avsnitt får han huvudrollen i Brians TV-serie och förvandlar den från seriöst drama till usel komedi. I upptakten till säsong 9 mördas Woods av nyhetsankaret Diane Simmons.
- Dylan är son till Brian Griffin. Brian och Dylan har inte en så bra kemi. Dylan jobbar som skådespelare.

## Avsnitt
Se Lista över avsnitt av Family Guy

## På TV & DVD

### På TV
Family Guy sänds ursprungligen på FOX i USA, därefter på BBC Three i Storbritannien.
I Sverige visades serien först under titeln Familjepappan i TV4 med start den 24 augusti 2000. TV4 visade seriens tretton första avsnitt.
Serien var därefter frånvarande i svensk TV i ett par år innan ZTV började visa serien den 8 mars 2004, denna gång under originaltiteln. När TV6 lanserades i maj 2006 och tog över ZTV:s program ingick även Family Guy som sedan dess varit ett stående inslag i kanalens tablå. Periodvis har serien också visats i TV3.
Idag visas serien på Disney+.

### På DVD
Nedan visas utgivningsplanen för Family Guy på dvd. 
| DVD Namn            | Region 1          | Region 2         | Region 2, svensk utgåva |
| ------------------- | ----------------- | ---------------- | ----------------------- |
| Family Guy säsong 1 | 15 april 2003     | 12 november 2001 | 21 november 2007        |
| Family Guy säsong 2 | 9 september 2003  | 27 januari 2003  | 23 januari 2008         |
| Family Guy säsong 3 | 29 november 2005  | 21 juli 2003     | 26 mars 2008            |
| Family Guy säsong 4 | 14 november 2006  | 22 april 2006    | 29 oktober 2008         |
| Family Guy säsong 5 | 18 september 2007 | 30 oktober 2006  | 4 februari 2009         |
| Family Guy säsong 6 | 21 oktober 2008   | 15 oktober 2007  | 4 mars 2009             |
| Family Guy säsong 7 | 16 juni 2009      | 10 november 2008 | 4 mars 2009             |
| Family Guy säsong 8 |                   | 9 september 2009 | 27 januari 2010         |
| Family Guy säsong 9 |                   |                  | 4 augusti 2010          |